# Tex Beneke
Tex Beneke, (Fort Worth, 1914. február 12. –‎ Costa Mesa, 2000. május 30.) amerikai zenekarvezető, szaxofonos, énekes. Beneke karriertörténete a zenekarvezető Glenn Millerrel, valamint a Millerrel együtt dolgozó zenészekkel és énekesekkel való együttműködés története. Zenekarát Eydie Gormé, Henry Mancini és Ronnie Deauville karrierjéhez is kötik. Benekét hallani a Glenn Miller Orchestra lemezein például az In the Mood című dalon, és énekel a népszerű Glenn Miller felvételen, a Chattanooga Choo Choo-n. Will Friedwald jazzkritikus az egyik legnagyobb bluesénekesnek tartja Benekét az 1940-es évekből.

## Pályafutása
Tex Beneke 1935-37 között Ben Young zenekarában, 1938-tól Glenn Miller big bandjében játszott. Az egyik legismertebb szólista volt, és énekesként is fellépett („Chattanooga Choo Choo”, „I've Got a Gal in").
Amikor Glenn Miller 1942-ben feloszlatta zenekarát, hogy a hadsereg légierejének zenekarát erősítse, ekkor először Horace Heidttel és Jan Savittel játszott, majd 1945-ig egy haditengerészeti zenekart vezetett Oklahomában.
1946-ban Glenn Miller özvegye felkérte, hogy vegye át a zenekar vezetését (19 zenésszel és 1948-ig egy további vonósszekcióval). Később Beneke zenekara egyre távolabb került Miller örököseinek zenei felfogásától. Henry Mancini és Neal Hefti már a bebop felé orientálódtak, és ez is konfliktusokat okozott.
1950-ben a vita Beneke és a Miller örökösei között váláshoz vezetett. Miller örökösei arról is gondoskodtak, hogy Beneke ne szerepelhessen a „The Glenn Miller Story” című 1954-es hollywoodi játékfilmben.
Beneke ezután megalapította saját zenekarát, amellyel Glenn Miller zenéjét vagy Glenn Miller stílusában játszott zenéjét játszotta. Az 1960-as években különböző Glenn Miller találkozókon is játszott (például a Miller egykori énekeseivel, Ray Eberlével és Paula Kellyvel, − és alkalmanként Disneylandben is).
Az 1970-es évektől az 1990-es évekig új zenekarral lépett fel. Az 1990-es évek közepén agyvérzést kapott, felhagyott a szaxofonozással, de továbbra is zenekarvezető és énekes maradt. 2000-ben halt meg szülővárosában, Costa Mesában.

## Albumok
- https://www.deezer.com/search/Tex%20Beneke/album

## Filmek
- 1941: Sun Valley Serenade
- 1942: Orchestra Wives

## Díjak
- 1966: Big Band and Jazz Hall of Fame
- 1966: Jazz Hall of Fame

## Fordítás
Ez a szócikk részben vagy egészben  a   Tex Beneke című német Wikipédia-szócikk ezen változatának fordításán alapul.  Az eredeti cikk szerkesztőit annak laptörténete sorolja fel. Ez a jelzés csupán a megfogalmazás eredetét és a szerzői jogokat jelzi, nem szolgál a cikkben szereplő információk forrásmegjelöléseként.